# باول س. ني جونيور
باول س. ني جونيور (بالإنجليزية: Paul C. Ney, Jr.)‏ هو محامي أمريكي، ولد في 1958 في شاموكين في الولايات المتحدة.